# Cartaya
Pour les articles homonymes, voir Cartaya (homonymie).
Cartaya est une commune de la communauté autonome d'Andalousie, dans la province de Huelva, en Espagne.

## Administration
| Période                                  | Période         | Identité           | Étiquette | Qualité |
| ---------------------------------------- | --------------- | ------------------ | --------- | ------- |
| 15 juin 2019                             | 6 juillet 2020  | Manuel Barroso     | PP        | Maire   |
| 6 juillet 2020                           | 13 juillet 2020 | Alexis Landero     | PSOE-A    | Maire   |
| 17 juillet 2020                          |                 | Pepa González Bayo | PSOE-A    | Maire   |
| Les données manquantes sont à compléter. |                 |                    |           |         |